# Order Republiki Serbskiej
Order Republiki Serbskiej (serb. Orden Republike Srpske/Орден Peпублиke Cpпcke) – najwyższe odznaczenie Republiki Serbskiej, kraju federalnego w Bośni i Hercegowinie.
Order został ustanowiony w 1993 roku jako najwyższe odznaczenie państwowe i może być nadawany osobom prywatnym i instytucjom za wyjątkowe zasługi dla państwa. Order nie jest podzielony na klasy, ale może być nadany na łańcuchu lub wstędze.
W starszeństwie odznaczeń zajmuje miejsce przed Orderem Flagi.
Insygnia orderu to dwudziestoczłonowy łańcuch z plakietek z białym krzyżem serbskim w czerwonym polu, zakończony herbem serbskim z białym dwugłowym orłem z tarczą Serbii na piersi, ukoronowanym koroną typu bizantyjskiego, służącym jako zawieszka odznaki. Odznaka to złoty krzyż grecki z rozszerzonymi zakończeniami ramion, ze złotymi literami PC w czerwonym polu na medalionie awersu, ze złotymi i niebieskimi ornamentami między ramionami krzyża. Gwiazda orderu jest srebrna, ośmiopromienna i nosi na sobie awers odznaki.
Do odznaczonych tym orderem należą m.in.: Slobodan Milošević, Momir Bulatović, Radovan Karadžić i Władimir Putin (2023).